# Kartir
Kartir est un personnage politique et religieux sassanide du IIIe siècle, qui joua un rôle très important au début de la dynastie sassanide. Il réforma la foi zoroastrienne et introduisit l'orthodoxie zoroastrienne dans l'Empire Sassanide.

## Biographie
Grand prêtre (mōwbed) sous Chapour Ier (241-272), Kartir exerce les fonctions de mōwbedan, sorte de prêtre suprême, sous les règnes de ses trois successeurs, Hormizd Ier(272-273), Vahram Ier (273-276) et Vahram II (276-293). Il est connu notamment comme un fondateur de temples du feu et comme l'organisateur de la hiérarchie cléricale. Alors que le clergé mazdéen était auparavant tolérant à l'égard des autres religions, Kartir réprime les déviances, en condamnant tout particulièrement le manichéisme, mais aussi le christianisme, le judaïsme et le bouddhisme, et en persécutant violemment leurs adeptes, alors que les germes de la religion d'État zoroastrienne se mettent en place au IIIe siècle. Il combat également les tenants de certains courants marginaux du mazdéisme, comme le zervanisme.
Kartir est l'auteur de quatre inscriptions rupestres, où il se représente lui-même, seul personnage non-royal figurant sur un bas-relief sassanide. Elles ne sont rédigées qu'en moyen perse - alors que les autres inscriptions de la même époque sont en général bilingues ou trilingues - affirmant ainsi le caractère national du mazdéisme. Deux d'entre elles mentionnent le « voyage extraterrestre » de Kartir, une sorte d'expérience chamanique où le grand prêtre découvre notamment les lieux du paradis et de l'enfer. Dans une inscription, Kartir dit avoir affermi la religion, établi de nombreux autels du feu, renforcé la présence des sages et puni les hérétiques.